# Paris-Roubaix 1968
Paris-Roubaix 1968 a fost a 66-a ediție a Paris-Roubaix, o cursă clasică de ciclism de o zi din Franța. Evenimentul a avut loc pe 7 aprilie 1968 și s-a desfășurat pe o distanță de 264 de kilometri de la Compiègne până la velodromul din Roubaix. Câștigătorul a fost Eddy Merckx din Belgia de la echipa Faemino–Faema.

## Rezultate
| Loc | Concurent                 | Echipă                   | Timp       |
| --- | ------------------------- | ------------------------ | ---------- |
| 1   | Eddy Merckx (BEL)         | Faemino–Faema            | 7h 09' 26" |
| 2   | Herman Van Springel (BEL) | Dr. Mann–Grundig         | + 0"       |
| 3   | Walter Godefroot (BEL)    | Flandria–De Clerck       | + 1' 37"   |
| 4   | Edward Sels (BEL)         | Bic                      | + 3' 11"   |
| 5   | Victor Van Schil (BEL)    | Faemino–Faema            | + 3' 11"   |
| 6   | Raymond Poulidor (FRA)    | Mercier–BP–Hutchinson    | + 5' 05"   |
| 7   | Henk Nijdam (NED)         | Peugeot–BP–Michelin      | + 7' 46"   |
| 8   | Jan Janssen (NED)         | Pelforth–Sauvage–Lejeune | + 8' 03"   |
| 9   | Guido Reybrouck (BEL)     | Faemino–Faema            | + 8' 03"   |
| 10  | Frans Melckenbeeck (BEL)  | Pull Over Centrale–Novy  | + 8' 03"   |